# Петар Брајан
Петар Брајан (1340.–42.) је био српски жупан у време цара Душана, који је подигао Белу цркву у Карану код Ужица као породичну погребну цркву. 
Црква је подигнута на темељима старијег храма из 10. века, који се помиње у повељи коју је уредио византијски цар Василије II 1020. године. Сачувани су фреско портрети Петра Брајана и његове породице - његове супруге Струје, сина и три ћерке, као и српског цара Стефана Душана, и његовог сина Уроша V.